# Annaphila divinula
Annaphila divinula là một loài bướm đêm trong họ Noctuidae.